# اي فور اي
اي فور اي (بالإنجليزية: i4i)‏ هي خدمة قص روابط مواقع الويب الطويله مباشرًا وتم إنشاء الخدمة في عام 2020. ويتم اختصار ما يقارب 800 الف رابط شهريًا.

## واجهة التطبيقات البرمجية (API)
i4i.me يستخدم API يدعم جميع المنصات وصفحات الويب، ومن هذه المنصات: (Discord) و يمكنك ربطه بسهولة إلى المشروع الخاص بك.